# Lukas Pauli
Lukas Pauli (* 25. November 2000 in Altenburg) ist ein deutscher Komponist.

## Leben
Pauli erhielt seit seinem sechsten Lebensjahr Klavierunterricht und später Kompositionsunterricht bei Fredo Jung. 2016 erhielt er einen 1. Preis im Landeswettbewerb Jugend komponiert Hessen & Thüringen für die Komposition „Walzer in b-Moll“. Seit 2017 ist er Mitglied der Kompositionsklasse des Thüringer Komponisten Peter Helmut Lang in Weimar. Auch 2017 wurde Lukas Pauli mit einem 2. Preis für den melodischen und traurigen „Valse triste“ im Landeswettbewerb Jugend komponiert Hessen & Thüringen ausgezeichnet.
Sein Orchesterwerk „Traum“ wurde 2018 wiederum mit einem 1. Preis im Wettbewerb Jugend komponiert Hessen & Thüringen geehrt. Dieses Werk, sowie ein Konzert für Blockflöte („Nebel“), das er für die befreundete Blockflötistin Clara Starzetz komponierte, wurde 2019 durch den Dirigenten Thomas Wicklein zur Uraufführung in Altenburg und Gera gebracht.